# Каретник (постройка)

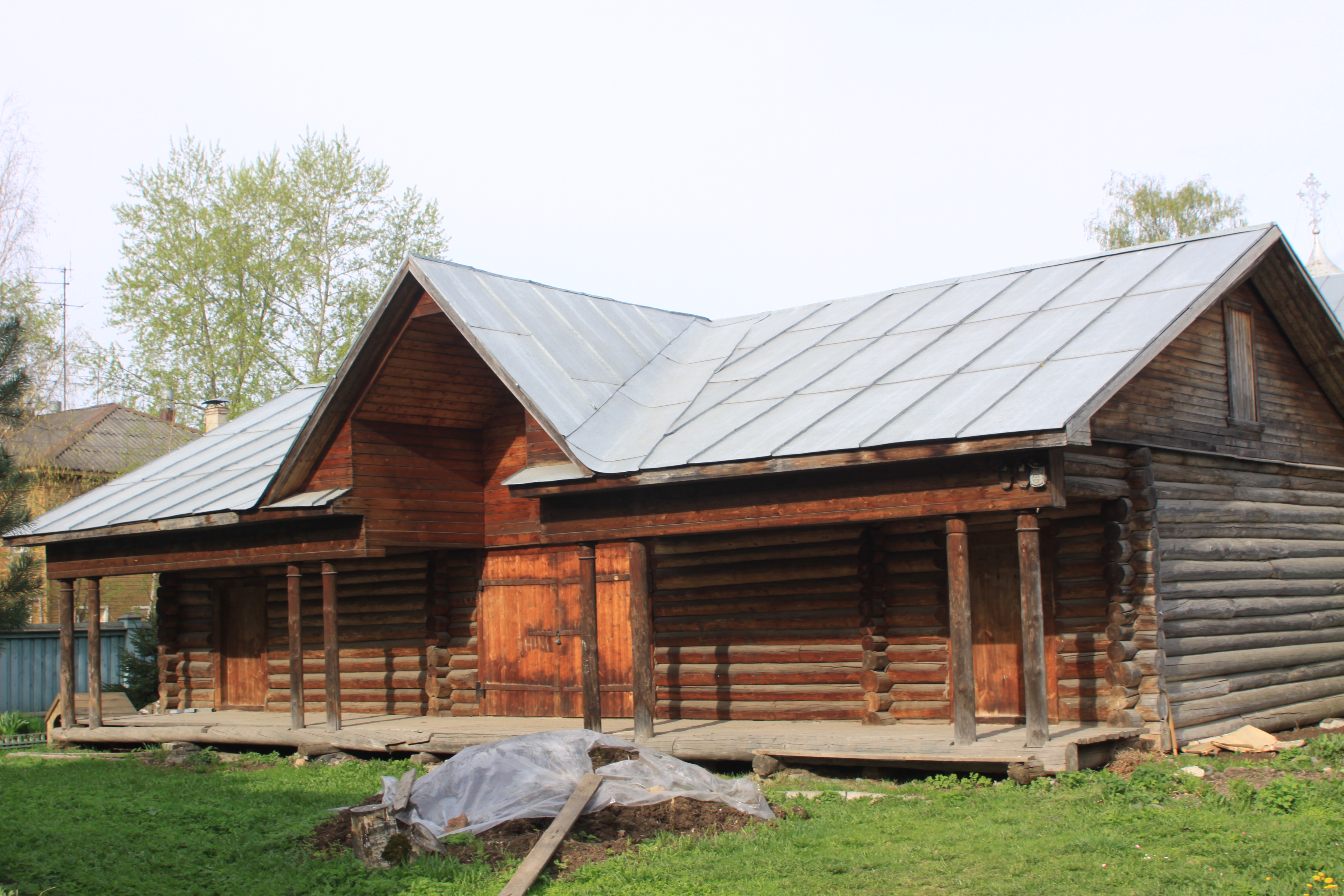
Реконструированный каретник в Вологде

Каре́тник — постройка для карет, лошадей, сопутствующих приспособлений и нужд. Как правило, деревянное, реже каменное, отдельно стоящее одноэтажное здание. В состав здания обычно включались экипажный сарай (при необходимости — два), конюшня с несколькими стойлами, крытый дворик с навозной ямой и ле́дник.
Из огромного количества существовавших когда-то каретников до XXI века дошли единицы. В России сохранившиеся каретники имеются в Санкт-Петербурге (Служба комендантского ведомства — каменное здание 1846 года в Петропавловской крепости, памятник архитектуры), Томске (Улица Трифонова, 12), каретники реконструированы в Вологде (в районе Верхнего посада) и Клину (при Доме-музее П. И. Чайковского).